# Mesolecanium impar
Mesolecanium impar är en insektsart som först beskrevs av Cockerell 1898.  Mesolecanium impar ingår i släktet Mesolecanium och familjen skålsköldlöss. Inga underarter finns listade i Catalogue of Life.